# نادية العلمي
نادية العلمي مواليد 28 أبريل 1990 في الدار البيضاء، هي لاعبة كرة مضرب مغربية. أعلى تصنيف لها في الفردي كان 322. أعلى تصنيف لها في الزوجي كان 427.

## النهائيات

### الفردي (2–2)
| الحصيلة | الرقم | التاريخ        | الدورة                               | الأرضية | المنافس         | النتيجة       |
| ------- | ----- | -------------- | ------------------------------------ | ------- | --------------- | ------------- |
| الفوز   | 1.    | 20 أكتوبر 2008 | فيلا ريال دي سانتو أنطونيو، البرتغال | ترابية  | لمياء السعدي    | 2–1, ret.     |
| الوصافة | 1.    | 27 يوليو 2009  | الرباط، المغرب                       | ترابية  | إيرينا بريمون   | 6–4, 3–6, 1–6 |
| الفوز   | 2.    | 17 مايو 2010   | ريفولي، إيطاليا                      | ترابية  | فرديانا فيراردي | 6–4, 6–2      |
| الوصافة | 2.    | 13 سبتمبر 2010 | لاردة، إسبانيا                       | ترابية  | إليكسين لشميا   | 6–7(3–7), 1–6 |

## الميداليات
| الميدالية | المسابقة                        |
| --------- | ------------------------------- |
| برونزية   | ألعاب البحر الأبيض المتوسط 2009 |
| فضية      | دورة الألعاب العربية 2011       |
| برونزية   | دورة الألعاب العربية 2011       |
| برونزية   | دورة الألعاب العربية 2011       |

## روابط خارجية
- هذه المقالة غير مرتبط بويكي بيانات